# Gustav von Schlesinger
|  | Dieser Artikel oder Abschnitt wurde wegen inhaltlicher Mängel auf der Qualitätssicherungsseite der Redaktion Geschichte eingetragen (dort auch Hinweise zur Abarbeitung dieses Wartungsbausteins). Dies geschieht, um die Qualität der Artikel im Themengebiet Geschichte auf ein akzeptables Niveau zu bringen. Dabei werden Artikel gelöscht, die nicht signifikant verbessert werden können. Bitte hilf mit, die Mängel dieses Artikels zu beseitigen, und beteilige dich bitte an der Diskussion! |

Gustav Schlesinger (* 1834 möglicherweise in Oberglogau, Oberschlesien; † 4. September 1906 in Wotitz, Böhmen) war ein Journalist, Jurist, Bankrechtspezialist, Unternehmer und Großgrundbesitzer. Nach der Standeserhöhung in den Ritterstand am 15. Oktober 1869 führte er den Namen Ritter von Schlesinger (tschechisch rytíř Schlesinger).

## Leben
Nachdem Schlesinger aus Preußen in die Habsburger Monarchie übergesiedelt war, trat er 1859 eine Erzieherstelle im Haus des Predigers der Israelitischen Kultusgemeinde in Wien, Dr. Adolf Jellinek, an. Daneben war er als Journalist tätig. Er redigierte den volkswirtschaftlichen Teil der Wiener Zeitung Neueste Nachrichten, die 1863 im Wiener Lloyd aufging. 1864 erwarb Schlesinger das Blatt. Allerdings finanzierte er den Erwerb nicht durch seine journalistische Tätigkeit, sondern durch seine Anstellung als Sekretär der Austria-Bank im Jahre 1863. Im Jahr 1864 wurde Schlesinger Generalsekretär der Anglo-Österreichischen Bank. Nachdem der Wiener Lloyd 1865 mit der Tageszeitung Die Debatte fusionierte, blieb Schlesinger bis 1867 deren Mitarbeiter. Bei seiner journalistischen Tätigkeit setzte sich Schlesinger für eine Umstrukturierung der österreichischen Monarchie ein, die in die Geschichte als der Österreichisch-Ungarische Ausgleich aus dem Jahre 1867 eingegangen ist.
Für seine Verdienste wurde er auf Vorschlag des ungarischen Ministeriums mit dem Orden der Eisernen Krone III. Klasse ausgezeichnet. Er gehörte zu den wenigen Privatiers und Journalisten, welche ohne Wirtschaftskapitän zu sein, in 103 Jahren der Existenz des österreichischen Ordens der Eisernen Krone in den Orden aufgenommen wurden, denn seine wirtschaftliche Karriere begann erst nach der Nobilitierung. Am 15. Oktober 1869 erfolgte seine Standeserhöhung in den erblichen österreichischen Ritterstand als Ritter von Schlesinger.
Durch einen Lotteriegewinn in Preußen im Jahr 1865 kam er zu einem bedeutenden Vermögen von 30.000 Talern, das ihm wirtschaftliche Investitionen in der Umbruchzeit nach dem österreichisch-ungarischen Ausgleich ermöglichte. Schlesinger spekulierte mit verschiedenen Grundstücken in Wien.
Im Jahre 1873 wurde für ihn das imposante Gebäude Reisnerstraße 51 im 3. Bezirk vom Architekten Wilhelm Fraenkel (1844–1916) errichtet. Das Palais weist streng gegliedert mit leicht vortretenden Seitenrisaliten (hier repräsentative Balkone auf Konsolen), französische Fenstern im ersten Obergeschoß, antikisierende weibliche Figuren neben den Balkontüren des zweiten Obergeschoßes, architektonisch einheitliche Innenausstattung (Entree und Stiegenhaus) auf. Nach Schlesingers Tod kam es 1913 in den Besitz der Familie des Architekten Max von Ferstel, um heute als Residenz der Finnischen Botschaft zu dienen. Im Jahre 1946 wurde das Palais aufgestockt.

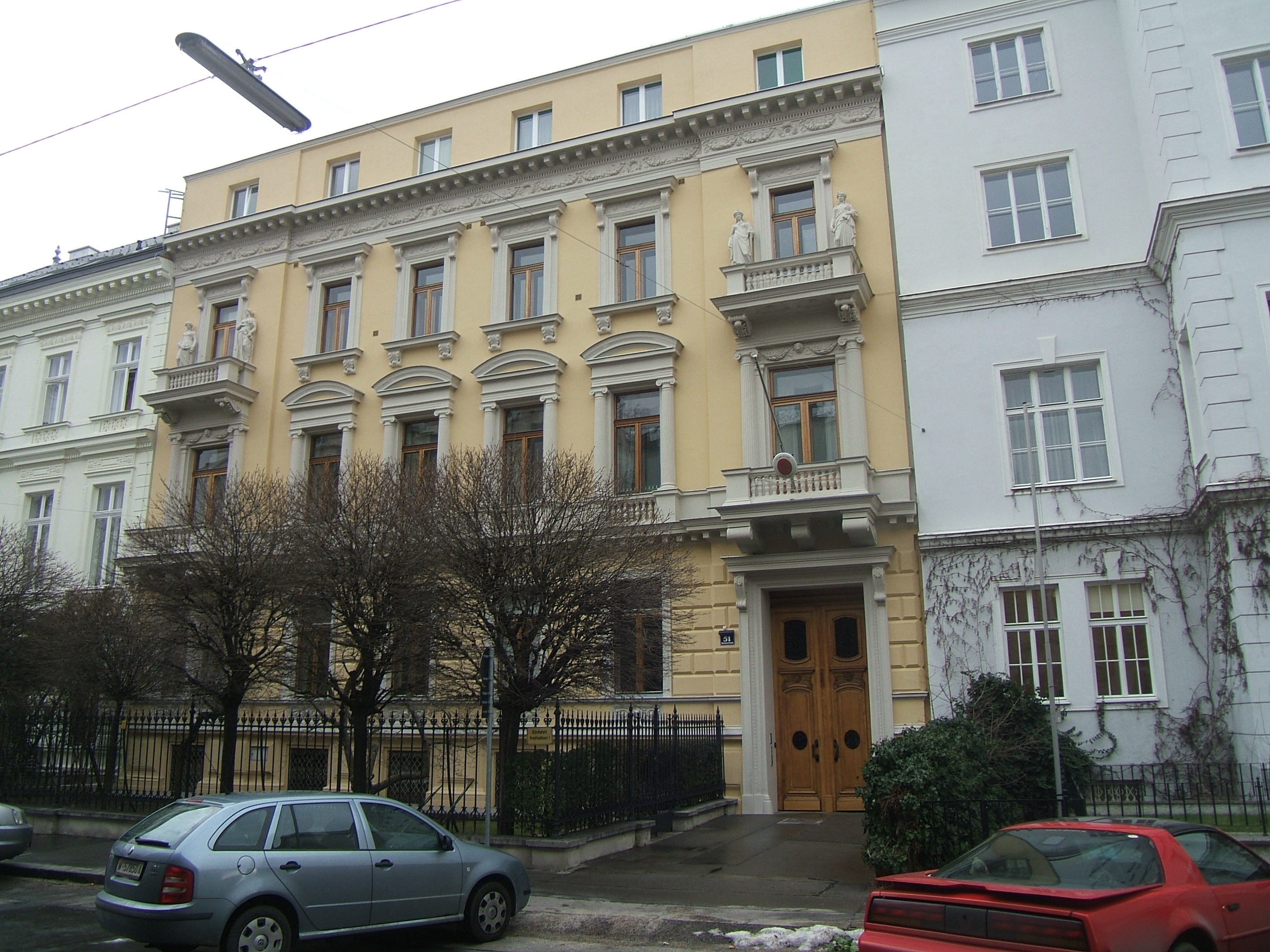
Abteilung der finnischen Botschaft in der Reisnerstraße 51

Durch die Gründung einer Ziegelfabrik in Oberlaa bei Wien nahm er am Umbau der Wiener Innenstadt teil und nutzte die Baukonjunktur der Gründerzeit für eigene Bauprojekte. In Rothneusiedl besaß er parzellierte Baugründe, die nach zwei erfolglosen Versteigerungsterminen beim dritten Versuch im Jahr 1881 versteigert wurden.
Im Jahr 1869 hat er einem Thema zur Problematik des österreichischen Banksystems an der Universität zu Rostock promoviert. Als Bankrechtsspezialist nutzte er den Bankenkrach im Jahre 1873 zum Erwerb ehemalig tafelrechtlichen Güter in Böhmen. Die Besonderheit an dem Erwerb vom 15. Januar 1878 war, dass er seine Neubauten am Wiener Schottenring im Wert von geschätzt 15 Millionen Gulden gegen die Wottitzer Güter (heute Votice), Gut Votice mit Schnapsbrennerei und Brauerei, dem Kalksteinbruch und Sägewerk in Opalí so wie den Vorwerken in Javoře, Hostišově und Beztahově, das Gut Groß Welten (heute Horní Valtinov) mit der dortigen Brauerei und das Gut Fichtenbach bei Vollmau, heute Horní Folmava, 345 32 Česká Kubice an der bayerischen Grenze (alle in Böhmen) tauschte. Der Tauschwert entspricht je nach Umrechnung einem heutigen Betrag von 90 – 150 Millionen €.
Später erwarb die Wiener Bankfirma Gustav Schlesinger noch die landtäflichen Güter Gut Dub beider Teile und das Gut Wodnian in Böhmen von der „Hypothekar Credit- und Vorschußbank in Liquidation“. Bei späteren Verkäufen der Güter zeigte sich, dass die Güter zu einem extrem überhöhten Preis getauscht worden sind und kaum Käufer fanden.
1869 trat er als Verwaltungsrat der Wiener Allgemeinen Omnibus AG zurück, blieb aber noch Verwaltungsrat der Eisenbahn Lemberg-Belsec, Aufsichtsrat der Eisenbahn Lemberg-Czernowitz, hielt Beteiligungen an der Wiener Handelsbank und der Böhmischen Unionsbank und blieb auch Mitglied des Klubs Concordia in Wien. Bei der konstituierenden Generalversammlung der Österreichisch-Israelitischen Union am 24. April 1886 wurde er in den Vorstand gewählt.
Das Gut Horní Valtinov wurde bereits kurz nach Erwerb parzelliert und auch das Gut Dub veräußert. Das Gut Votice wurde im Jahre 1915 durch den bekannten Prager Fleischfabrikanten Emanuel Maceška z Peclínova für 850.000 Kronen erworben. Maceška benötigte das Gut zur Sicherung der Fleischsversorgung Böhmens und Mährens, nachdem die Fleischlieferungen aus Galizien wegen des Kriegsverlaufes problematisch geworden waren. Seine erdachte Streichwurt gehört bis heute unter der Bezeichnung „Maceška“ zu beliebten böhmischen Wurstspezialitäten.
Die Wiener Linie verlor die Erlöse aus den Verkäufen in der großen Inflation 1919 bis 1924, die schlesische Linie investierte es und baute u. a. einen Hefe-Großhandel und industrielle Bäckerei in Kempen auf. Sie verlor ihr Vermögen durch widerrechtliche Aktionen im sozialistischen System des polnischen Staates nach dem Zweiten Weltkrieg.

## Georg Gustav Ritter von Schlesinger Gesellschaft e. V.
Im Jahre 1978 wurde in Aachen die „Georg Gustav Ritter von Schlesinger Gesellschaft e. V.“ gegründet, die sich die Förderung der Völkerverständigung im östlichen Europa zum Ziel gesetzt hat. Sie war zur Zeit der Solidarność-Bewegung im Untergrund der privatrechtliche Träger des „Polnischen Kulturzentrums am Rhein in Bonn“.
Seit 1981 organisierte die GGRvS Gesellschaft in Zusammenarbeit mit dem Lazarus-Hilfswerk unter der Schirmherrschaft des Bundespräsidenten Karl Carstens die „Aktion Polenhilfe 200.000“, die eine gezielte Medikamentenhilfe während des Kriegsrechtes in Polen leistete.
Bis Ende des Kalten Krieges verlieh die Gesellschaft für Verdienste der Verteidigung bürgerlicher Freiheiten und Menschenrechte im östlichen Europa den „Gustav von Schlesinger Preis“ sowie Verdienstabzeichen III. Klasse. Zu den Preisträgern des „Gustav von Schlesinger Preises“ gehören z. B. Hedda Herwig, Claus-Ekkehard Bärsch und der Chef des Hauses der Fürsten Sułkowski des Wappens Sulima, Alexander Józef Sułkowski, 10. Herzog zu Bielitz.

## Bekannte Familienmitglieder
Franz von Schlesinger, Unternehmer, wurde wegen Förderung des antikommunistischen Widerstandes als letztes Mitglied der Gruppe „Otto“ mit dem Pseudonym „piekarz“ durch die polnische Staatssicherheit im Jahre 1948 ermordet und nach einem 62 Jahre dauernden Verfahren im Jahre 2007 durch das Oberlandesgericht in Łódź rehabilitiert. Dieses Strafverfahren stellt den am längsten dauernden Strafprozess der Rechtsgeschichte dar und ist wegen der weiterhin bestehenden Fehlern nicht abgeschlossen, sondern es wurde gegen das letztinstanzliche Urteil eine Beschwerde an den Europäischen Gerichtshof für Menschenrechte in Strassburg eingelegt.
Franciszek von Schlesinger, ältester Sohn des vorigen, Lehrer, wurde als polnischer Offizier durch den NKWD 1940 in Charkow während des Katyn-Massakers ermordet und postum avanciert durch den Präsidenten Kaczyński.
Edward von Schlesinger, zweitältester Sohn des vorigen, Jurist, nahm ab 1941 als Mitglied der Widerstandsgruppe „Olimp“ in Breslau an der Untergrundbewegung teil und setzte nach der Freilassung aus neunmonatiger Untersuchungshaft durch die Gestapo seine Tätigkeit in Prag fort. Nach Ende der Kriegshandlungen berichtete er regelmäßig schriftlich aus Polen an seine spätere Ehefrau nach Prag über die Demontagen und Requirierungen durch die Rote Armee in niederschlesischen und großpolnischen Gebieten. Diese Nachrichten wurden von ihrem Vater, Ferdinand Navrátil, Vice-Starost eines Prager Stadtteils und später Mitglied des Exekutivkomitees des „Národní souručenství“, der Ersatz-Parlamentsvertretung der Tschechen im Protektorat Böhmen und Mähren, zur Exilregierung nach London weitergeleitet. Seit 1947 war er als Kulturattaché an der Botschaft der Republik Polen in Prag tätig. Nach politischen Säuberungen in der Botschaft wurde er Dozent an dem Polnischen Informationszentrum PIK in Prag und war bis zu seinem Unfalltod im Jahre 1960 mit wöchentlichen Analysen der tschechoslowakischen Wirtschaft in Polnisch beschäftigt.
Edward Ondřej, Sohn des vorigen, Steuerberater, Aktivist von Bewegungen zur Förderung der Völkerverständigung und Verteidigung bürgerlicher Freiheiten im östlichen Europa, Organisator der „Aktion Polenhilfe 200.000“ unter der Schirmherrschaft des Bundespräsidenten Karl Carstens (1981), Initiator des „Polnischen Kulturzentrums am Rhein in Bonn“ zur Zeit der Solidarność-Bewegung im Untergrund (nach 1982), Koordinator der gesamtpolnischen Aktion „Schutz der Eigentumgsrechte jetzt!“ (ab 2005) und Deutschlandsprecher der Human Rights Watch Europe Foundation zur Zeit der Aktion „Voice of freedom“ (nach 2010).
Der Wiener Linie entstammte Viola Gabriela von Schlesinger, Autorin einer Vielzahl von Theaterstücken, welche sich im Nachlass im Wien-Archiv der Stadt Wien befinden.
Die Nachkommen leben heute in der Bundesrepublik Deutschland und Polen.